# Parque nacional Bongil Bongil
El Parque Nacional Bongil Bongil es un parque nacional en Nueva Gales del Sur (Australia), ubicado a 427 km al noreste de Sídney, cerca de Coffs Harbour.
El parque incluye playas en estado natural, impresionantes escenarios costeros, tierras húmedas, selva húmeda costera e impresionantes estuarios. Las playas son utilizadas en una gran extensión por las aves marinas para anidar.
Los visitantes pueden realizar actividades de recorrido de playas y los bosques y los estuarios pueden ser navegados en canoas. Está permitido pescar, actividad que se realiza sobre todo en el pontón por el arroyo Bonville y la playa alrededor de la cabecera del Bundagen. Hay facilidades para realizar pícnic y parrillas y pistas para bicicleta de montaña.
Se puede observar una gran variedad de las aves migratorias y animales como el koala. 

## Algunos atractivos
- El sendero pedestre "Bluff loop" es un recorrido circular de aproximadamente 2 km. Permite adentrarse en el bosque y acceder a un mirador con vista al arroyo Bundageree.
- El sendero de la selva tropical Bundageree es un recorrido de circular de 6 km bien señalizado entre la selva y la playa.
- La playa Bongil es una playa remota en donde se puede caminar, pescar y observar aves.